# Сажко Сергій Миколайович
Сажко Сергій Миколайович  (19 липня 1969) — голова Курахівської міської ради (2010—2014), очільник Шахівської селищної військової адміністрації (2022—), український політик, Народний депутат України  VIII скликання. Колаборант з РФ (з 2014 року).

## Життєпис
Народився 19 липня, 1969 село Ганнівка, Мар'їнського району, Донецька область, Українська РСР, СРСР, в родині сільських трудівників.
На осінніх парламентських виборах 2014 року був обраний нардепом за одномандатним округом № 59. Був самовисуванцем, після складання присяги вступив у фракцію «Опозиційний блок».

## Освіта
- 1995 — 1999 — Курахівська філія «Придніпровського енергобудівельного технікуму».
- 2001 — 2005 — «Національний технічний університет», за фахом інженер-теплотехнік.
- 2013 — 2016 — «Національну Академію Державного Управління при Президентові України» за спеціальністю «Державне управління»

## Служба в армії
1987–1989 роки проходив військову службу в Республіці Афганістан. Учасник бойових дій.

## Трудова діяльність
- 1985 рік — працював трактористом у колгоспі «Радянська Україна» села Успенівка Мар'їнського району.
- 1989 — 1993 рік — слюсар-формувальник на Курахівському заводі залізобетонних виробів.
- 1994 — 2009 рік — Курахівська ТЕС, машиніст енергоблоку, начальника цеху теплових підземних комунікацій і гідроспоруд.
- 2009 рік — був призначений заступником міського голови м. Курахове, заступник керівника Донецького відділення асоціації міст України з малих міст.
- 2010 — 2014 рік — голова Курахівської міської ради.

Будучи міським головою Курахового, у травні 2014 року допомагав організовувати в мвсті так званий «референдум» про проголошення «ДНР».
- 2022 — очільник Шахівської сільської військової адміністрації.

## Парламентська діяльність

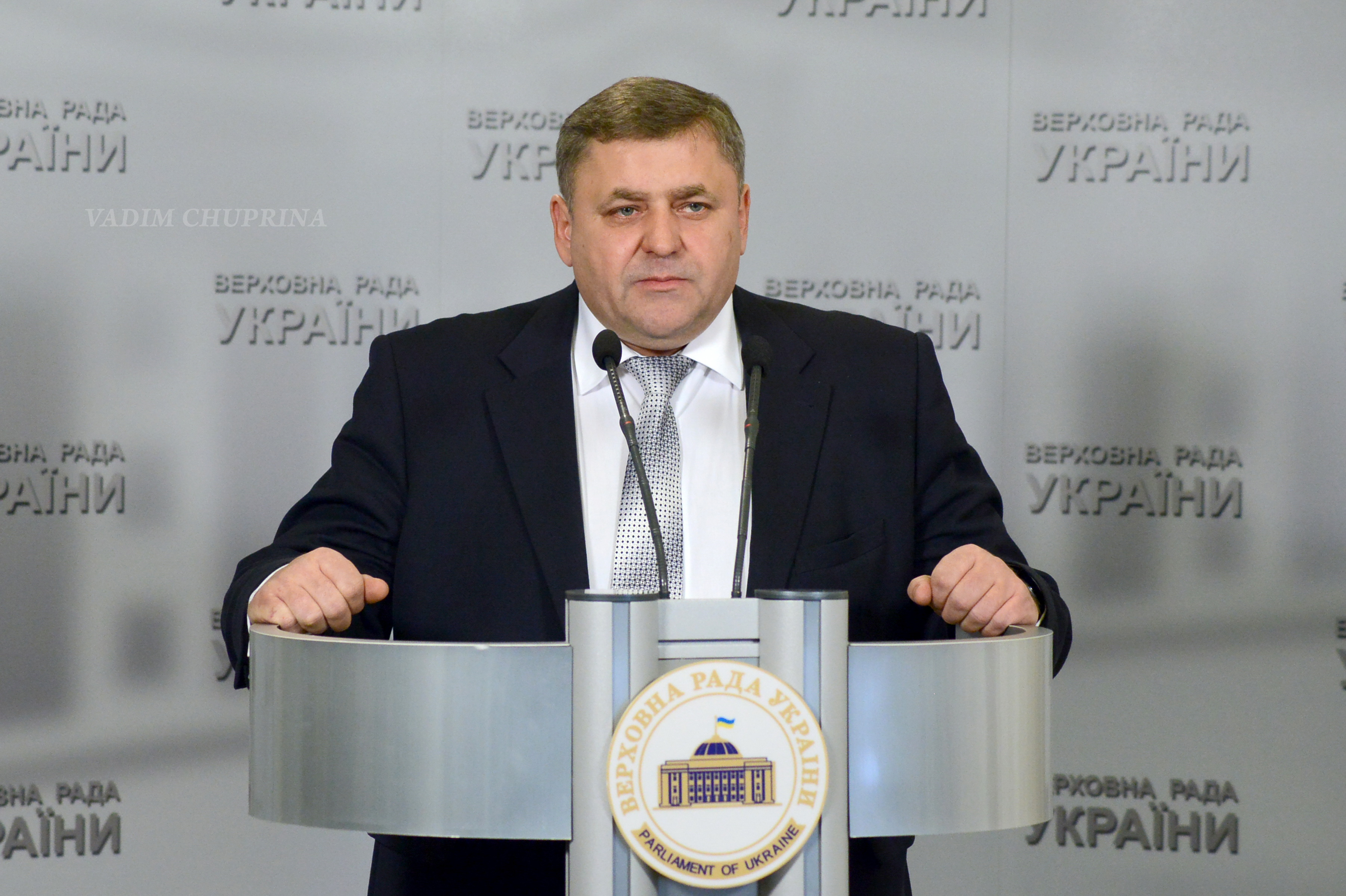
ВРУ, 2015

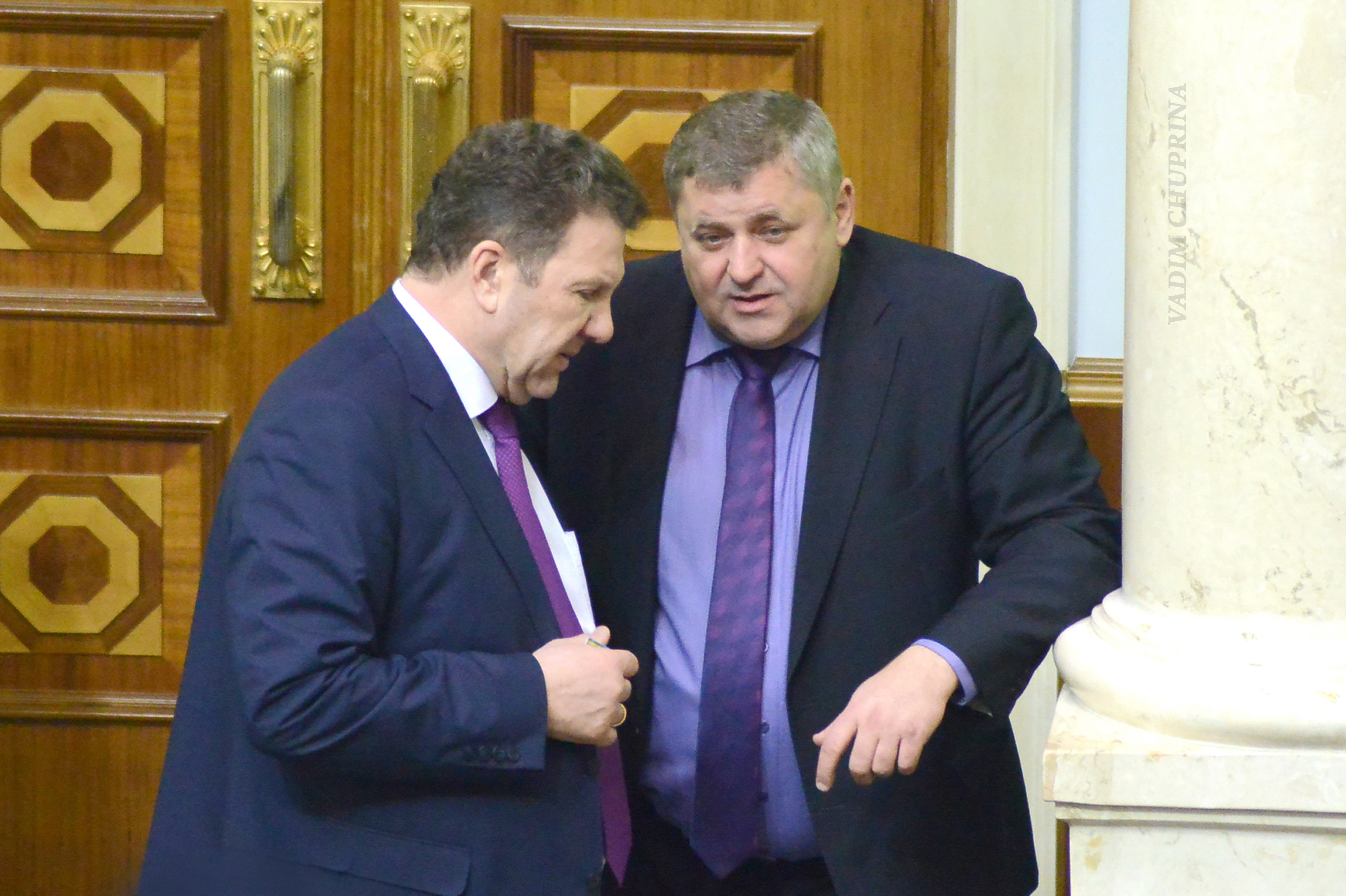
Сергій Куніцин Сажко

- 2014 рік — Нардеп VIII скликання, депутат по виборчому округу № 59, Донецька область, самовисуванець.

- Дата набуття депутатських повноважень 27 листопада 2014.
- Член депутатської фракції Політичної партії «Опозиційний блок» у Верховній Раді України восьмого скликання.
- Голова підкомітету з питань цивільного захисту населення, попередження та ліквідації наслідків надзвичайних ситуацій техногенного або природного характеру Комітету ВРУ з питань екологічної політики, природокористування та ліквідації наслідків Чорнобильської катастрофи.

- 18 січня 2018 року був одним з 36 депутатів, що голосували проти Закону про визнання українського суверенітету над окупованими територіями Донецької та Луганської областей.[4]

Був одним з 59 депутатів, що підписали подання, на підставі якого Конституційний суд України скасував статтю Кримінального кодексу України про незаконне збагачення, що зобов'язувала держслужбовців давати пояснення про джерела їх доходів і доходів членів їх сімей. Кримінальну відповідальність за незаконне збагачення в Україні запровадили у 2015 році. Це було однією з вимог ЄС на виконання Плану дій з візової лібералізації, а також одним із зобов'язань України перед МВФ, закріпленим меморандумом.
Восени 2014 року Сергія Сажка замітили під час мітингу на підтримку так званих «виборів» у самопроголошеній «ДНР». Тоді Інтернетом поширилися відео, де він стоїть поруч з проросійськими агітаторами.
За це у листопаді 2014 року прокуратура Донецької області оголошує в розшук кандидата в народні депутати Сергія Сажка.
У цьому скандалі був замішаний і виборчий округ, у якому був зареєстрований Сергій Сажко як кандидат у мажоритарні депутати. Мало того, що за два дні до виборів геолокація 59 округу в Донецькій області була перенесена з Курахове у Велику Новосілку, так ще й люди з комісії були змушені працювати під наглядом патрульної служби «Дніпро-1». Більш того, 28 жовтня 2014 року (якраз під час прийняття протоколів) надійшла інформація, що окружком заміновано.
Все виглядало як спроба фальсифікації шляхом перешкоди роботи комісії. У будівлі окружкому пропадала електрика, чим були стурбовані самі члени комісії, побоюючись, що в цей момент протоколи могли бути змінені або зіпсовані. Зважаючи на обставини, Центральна виборча комісія призупинила роботу виборчого округу.
Кілька днів в ОВК №59 велися підрахунки бюлетенів із запізненням. З-за чого прийом протоколів проходив з уповільненими темпами. Виконком в свою чергу, пояснював уповільнення технічними збоями.
З боку Валентина Манько, що також балотувався в окрузі №59, зокрема від його довіреної особи Анатолія Підченка, надійшли звинувачення про підкидання голосів на користь Сажка. За словами Підченка, на чолі багатьох окружних виборчих комісій були поставлені люди Ахметова, який до речі, підтримував Сергія Сажко. І до початку фальсифікацій Манько лідирував з помітним відривом — 36% голосів (за Сажка — 17% голосів).
Підченко був впевнений, що такий розклад не задовольняв Ахметова, після чого почалися банальні брудні технології (підкидання бюлетенів, підкупи голів та членів комісії). Більш того, Підченко був нібито сам свідком того, як озброєні бійці («Соколу», Нацгвардії, запорізької поліції) блокували роботу комісії. Буквально за день-два результати кардинально помінялися і вперед вирвався Сергій Сажко.

## Родина
Одружений, виховує двох дітей.

## Захоплення
Греко-римська боротьба і плавання.

## Нагороди
Нагороджений двома медалями за участь в бойових діях в Афганістані.